# Ібраїмов Жумабек Ібраїмович
Жумабек Ібраїмович Ібраїмов (кирг. Жумабек Ибраимович Ибраимов; 1 січня 1944 — 4 квітня 1999) — киргизький державний і політичний діяч, прем'єр-міністр Киргизстану від грудня 1998 до квітня 1999 року.

## Життєпис
Проходив строкову військову службу у Повітрянодесантних військах СРСР.
1971 року закінчив Фрунзенський політехнічний інститут, де залишився працювати спочатку асистентом, потім викладачем кафедри технології машинобудування. 1976 року проходив стажування в Московському верстатобудівному інституті.
Після повернення на батьківщину працював інженером-технологом, начальником технічного бюро заводу сільськогосподарського машинобудування імені М. Фрунзе. Від 1977 року працював у Рибачинській філії Мін-Кушського заводу «Оргтехника», яку, зрештою, очолив.
Від 1985 року перебував на партійній роботі:
- березень 1985 — голова Рибачинського міського комітету народного контролю;
- 1985-1988 — перший секретар Рибачинського міського комітету партії;
- листопад 1988 — перший заступник завідувача відділу організаційно-партійної роботи ЦК компартії Киргизстану;
- 1991 — другий секретар Чуйського обкому, голова оргкомітету з підготовки XV з'їзду компартії Киргизької РСР;
- листопад 1991 — заступник голови Комітету з безпеки й оборони Верховної ради СРСР.

Після здобуття Киргизстаном незалежності був генеральним директором АТ «Жанар» (1992—1993).
У січні 1993 року став мером столиці Киргизстану. Від січня 1995 року займав пост державного секретаря при президенті. У березні 1996 року був призначений на посаду радника президента Киргизької Республіки й повноважного представника президента у Зборах народних представників Жогорку Кенеш.
У грудні 1997 року отримав пост голови правління Фонду державного майна — міністра Киргизької Республіки.
У грудні 1998 року був призначений головою уряду.
Помер під час перебування на посаді прем'єр-міністра на 56-му році життя від раку шлунка.